# Scuderia Ferrari Driver Academy

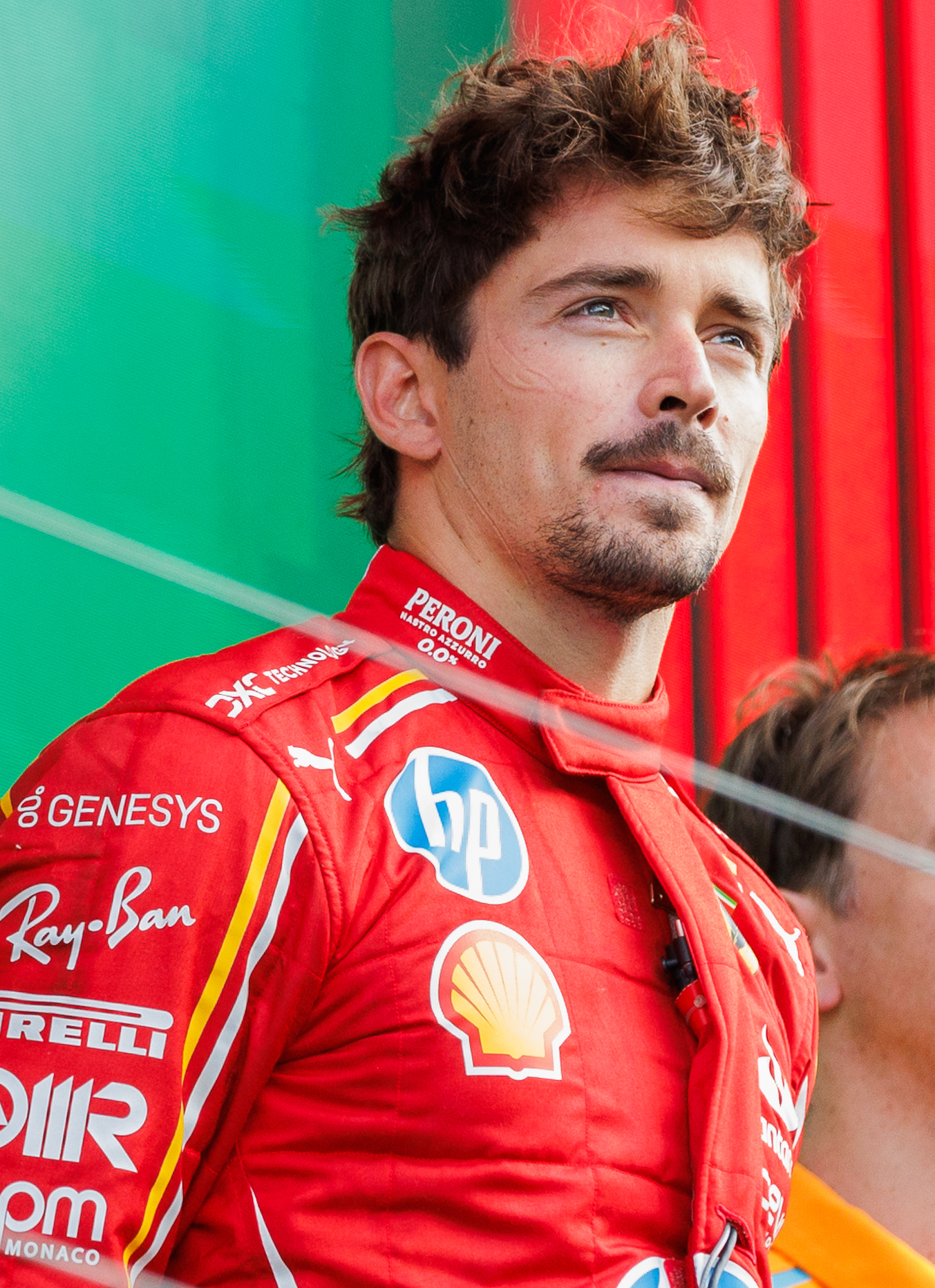
Charles Leclerc, 2024.

Scuderia Ferrari Driver Academy (SFDA), italienska: Accademia Piloti Scuderia Ferrari; tidigare Ferrari Driver Academy (FDA), är ett utbildningsprogram i syfte att fostra unga racerförare för att ta förarplatser i Formel 1-stallet Scuderia Ferrari. Utbildningsprogrammet startades 2009 efter att Ferrari fick mersmak av en lyckad engångssatsning på att etablera en ung racerförare i F1, det var den brasilianske racerföraren Felipe Massa som fick den chansen. Dessförinnan prioriterades inte unga racerförare av Ferrari utan stallet tog istället de bästa etablerade racerförarna som var tillgängliga när det uppstod lediga förarsäten i deras F1-bilar.
SFDA har också ett underprogram för utövare av e-sport sedan 2019.

## Racerförare
De racerförare som ingår alternativt har ingått i utbildningsprogrammet. De som kör alternativt har kört i Formel 1 har sina namn i fet stil.
| Namn               |                | Tidsperiod       | Kör(de) i F1                                                                                               | Förartitlar (F1) |
| ------------------ | -------------- | ---------------- | --- | ---------------- |
| Jules Bianchi      | Frankrike      | 2009–2014        | Marussia F1 (2013–2014)                                                                                    |                  |
| Mirko Bortolotti   | Italien        | 2010             | |                  |
| Daniel Zampieri    | Italien        | 2010             | |                  |
| Sergio Pérez       | Mexiko         | 2010–2012        | Sauber (2011–2012) McLaren (2013) Force India (2014–2018) Racing Point (2019–2020) Red Bull Racing (2021–) |                  |
| Lance Stroll       | Kanada         | 2010–2015        | Williams F1 (2017–2018) Racing Point (2019–2020) Aston Martin F1 (2021–)                                   |                  |
| Raffaele Marciello | Italien        | 2010–2015        | |                  |
| Brandon Maïsano    | Frankrike      | 2011–2012        | |                  |
| Antonio Fuoco      | Italien        | 2013–2018        | |                  |
| Tatiana Calderón   | Colombia       | 2014             | |                  |
| Zhou Guanyu        | Kina           | 2014–2018        | Alfa Romeo F1 (2022–2023) Kick Sauber (2024–)                                                              |                  |
| Charles Leclerc    | Monaco         | 2016–2017        | Sauber (2018) Scuderia Ferrari (2019–)                                                                     |                  |
| Giuliano Alesi     | Frankrike      | 2016–2020        | |                  |
| Enzo Fittipaldi    | Brasilien      | 2017–2020        | |                  |
| Callum Ilott       | Storbritannien | 2017–2021, 2023– | |                  |
| Marcus Armstrong   | Nya Zeeland    | 2017–2022        | |                  |
| Robert Shwartzman  | Israel         | 2017–2022        | |                  |
| Sebastián Montoya  | Colombia       | 2018–20??        | |                  |
| Gianluca Petecof   | Brasilien      | 2018–2020        | |                  |
| Mick Schumacher    | Tyskland       | 2019–2022        | Haas F1 Team (2021–2022)                                                                                   |                  |
| Dino Beganovic     | Sverige        | 2020–            | |                  |
| Arthur Leclerc     | Monaco         | 2020–            | |                  |
| Maya Weug          | Nederländerna  | 2021–            | |                  |
| James Wharton      | Australien     | 2021–            | |                  |
| Laura Camps Torras | Spanien        | 2022             | |                  |
| Oliver Bearman     | Storbritannien | 2022–            | Scuderia Ferrari (2024) Haas F1 Team (2025–)                                                               |                  |
| Rafael Câmara      | Brasilien      | 2022–            | |                  |
| Aurelia Nobels     | Brasilien      | 2023–            | |                  |
| Tuukka Taponen     | Finland        | 2023–            | |                  |